# Selma (Alabama)
Selma é uma cidade norte americana, localizada no estado americano de Alabama, no Condado de Dallas, às margens do rio Alabama. Segundo censo de 2020, possui uma população 17971 habitantes.
Durante a Guerra Civil Americana, a cidade serviu de depósito do saque dos estados da Confederação Sulista.
Em 1965 se tornou notícia mundial em função de três manifestações que ficaram conhecidas como as Marchas de Selma a Montgomery, protestos do movimento pelos direitos civis dos negros nos Estados Unidos que levaram o presidente Lyndon Johnson à aprovação da Lei dos Direitos ao Voto.
Atualmente, o município de Selma possui uma importante indústria de lacticínios.

## Demografia
Segundo o censo americano de 2000, a sua população era de 20 512 habitantes. Em 2006, foi estimada uma população de 19 265, um decréscimo de 1 247 (-6,1%).

## Geografia
De acordo com o United States Census Bureau tem uma área de 37,4 km², dos quais 35,9 km² cobertos por terra e 1,5 km² cobertos por água. Selma localiza-se a aproximadamente 38 m acima do nível do mar.

## Localidades na vizinhança
O diagrama seguinte representa as localidades num raio de 40 km ao redor de Selma.